# ويليام ويليس (رسام)
ويليام ويليس (بالإنجليزية: William Willis)‏ هو رسام أمريكي، ولد في 1943 في شفيلد في الولايات المتحدة.